# Kristin Mürer Stemland
Kristin Mürer Stemland, född 8 januari 1981, är en norsk längdåkare.
Stemland gjorde sin första start i världscupen 2000 på hemmaplan i Oslo. Hennes främsta merit är så här långt (dec 2007) i stafett där Stemland flera gånger deltagit i ett norskt lag som hamnat på prispallen. 
Stemland var med i VM såväl 2005 som 2007 och hennes bästa individuella placering är från Sapporo 2007 då hon slutade 19:e på 10 km. Stemland var även med i OS 2006 och var där med i det norska lag som slutade femma i stafetten.